# Henry Clinton Fall
Henry Clinton Fall (Farmington, 25 december 1862 - Tyngsboro, 14 november 1939) was een Amerikaans entomoloog.
Henry Clinton Fall werd geboren in Farmington, NH, Amerika in 1862. Hij werkte als leraar en was als entomoloog voornamelijk geïnteresseerd in kevers (coleoptera), in het bijzonder de groepen Acmaeodera en Apionidae. Hij publiceerde meer dan 140 wetenschappelijke artikelen en beschreef meer dan 1400 soorten uit Californië. Zijn collectie van kevers uit Noord-Amerika bevindt zich in het Museum of Comparative Zoology in Cambridge.
- Gemeinsame Normdatei: 142900079
- International Standard Name Identifier: 0000 0001 1781 9790
- Library of Congress Control Number: no2001069997
- Nederlandse Thesaurus van Auteursnamen: 312849613
- Virtual International Authority File: 160391903
- WorldCat: E39PBJmpfgMK4FYCmfGTJM7mBP